# Oenothera pennellii
Oenothera pennellii är en dunörtsväxtart som beskrevs av Philip Alexander Munz. Oenothera pennellii ingår i släktet nattljussläktet, och familjen dunörtsväxter. Inga underarter finns listade i Catalogue of Life.